# Golconda (Illinois)
Golconda é uma cidade localizada no estado americano de Illinois, no Condado de Pope.

## Demografia
Segundo o censo americano de 2000, a sua população era de 758 habitantes.
Em 2006, foi estimada uma população de 662, um decréscimo de 64 (-8.8%).

## Geografia
De acordo com o United States Census Bureau tem uma área de
1,6 km², dos quais 1,5 km² cobertos por terra e 0,1 km² cobertos por água.

## Localidades na vizinhança
O diagrama seguinte representa as localidades num raio de 28 km ao redor de Golconda.